# Lilija Šobuchova
Lilija Bulatovna Šobuchova (in russo Лилия Булатовна Шобухова?; Tula, 13 novembre 1977) è una mezzofondista e maratoneta russa.

## Biografia
Nata con il nome russo Лилия Булатoвнa Шoбухова, cresciuta a Beloreck, fu due volte campionessa nazionale nei 5000 metri piani.
Nei Campionati del mondo di atletica leggera indoor 2006 giunse seconda nei 3000 metri piani dietro all'etiope Meseret Defar (medaglia d'oro). L'altro argento internazionale per lei ai Campionati europei di atletica leggera 2006 nei 5000 metri dietro alla spagnola Marta Domínguez.

## Palmarès
| Anno | Manifestazione  | Sede       | Evento        | Risultato | Misura   | Note |
| ---- | --------------- | ---------- | ------------- | --------- | -------- | ---- |
| 2006 | Mondiali indoor | Mosca      | 3000 m piani  | Argento   | 8'42"18  |      |
| 2006 | Europei         | Göteborg   | 5000 m piani  | Argento   | 14'56"57 |      |
| 2008 | Giochi olimpici | Pechino    | 5000 m piani  | 5ª        | 15'46"62 |      |
| 2009 | Mondiali        | Berlino    | 10000 m piani | 17ª       | 32'42"36 |      |
| 2010 | Europei         | Barcellona | 10000 m piani | Finale    | dnf      |      |
| 2012 | Giochi olimpici | Londra     | Maratona      | dnf       | dnf      |      |

## Altre competizioni internazionali
2001
- Coppa Europa di atletica leggera ( Brema)

2004
- Coppa Europa di atletica leggera ( Bydgoszcz)

2005
- Coppa Europa di atletica leggera ( Firenze)

2006
- Coppa Europa di atletica leggera ( Malaga)

2007
- Coppa Europa di atletica leggera ( Monaco di Baviera)

2009
- Oro alla Maratona di Chicago ( Chicago) - 2h25'56"

2010
- Oro alla Maratona di Chicago ( Chicago) - 2h20'25"

2011
- Oro alla Maratona di Chicago ( Chicago) - 2h18'20"